# Линия M2 (Копенгаген)
Линия M2 (дат. Linjer M2) — вторая линия Копенгагенского метрополитена, соединяющая восточную часть острова Амагер, где находится крупнейший в Дании (коммуна Каструп) аэропорт, c центром Копенгагена. Конечные станции: Ванлёсе (дат. Vanløse) и Луфтхаун (дат. Lufthavnen). На участке от Ванлёсе до станции Кристиансхаун (дат. Christianshavn) линия M2 совпадает с линией M1. После ввода в эксплуатацию кольцевого маршрута (дат. Cityringen) к 2018 году, линия M2 будет пересекать на станции Фредериксберг линию M3, и на станции Конгенс-Нюторв линии M3 и M4. Линия M2 на схемах Копенгагенского метрополитена обозначена жёлтым цветом. Всего линии M2 принадлежит 16 станций, из них 8 подземных и 8 надземных.

## История

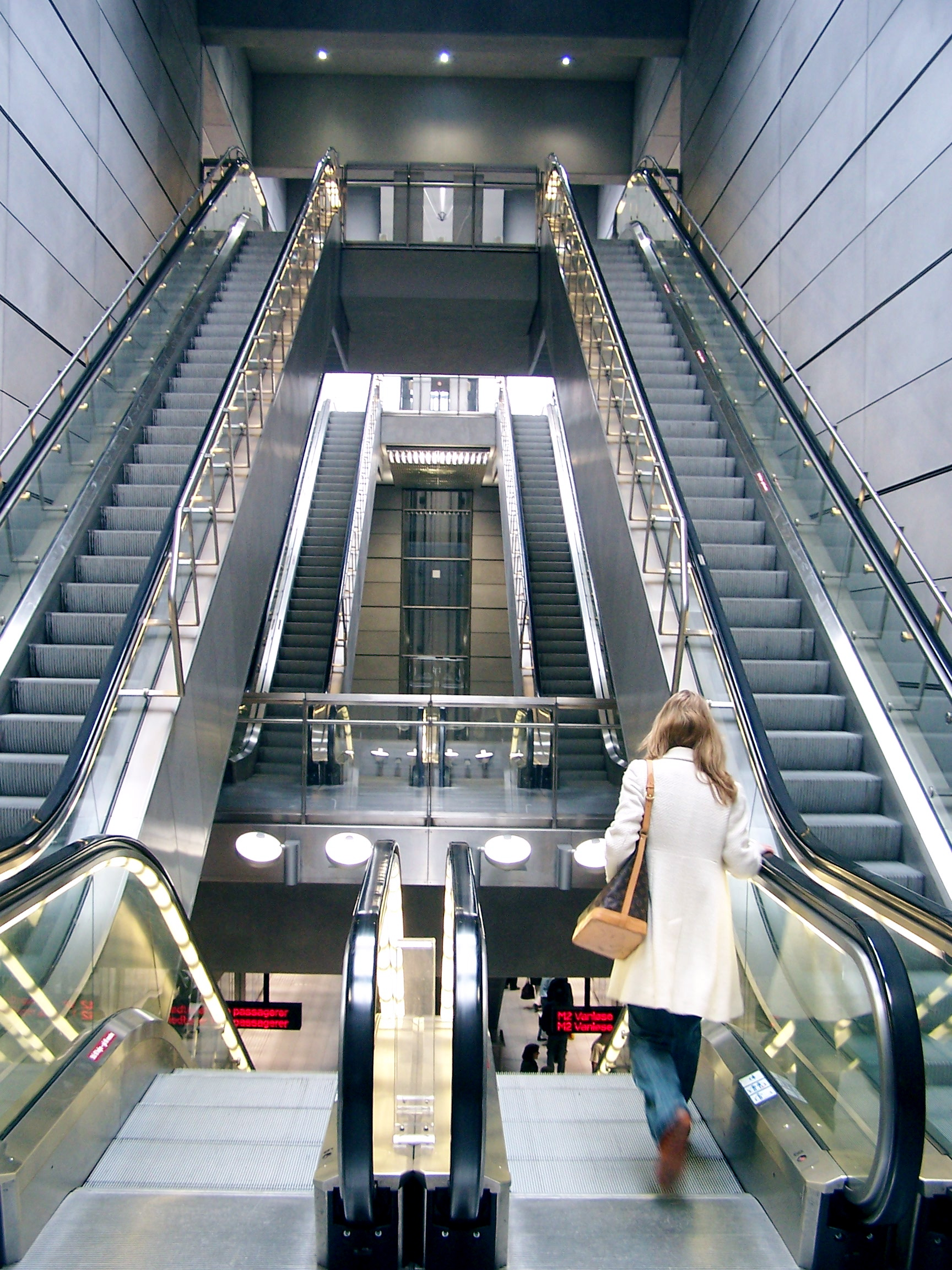
Подземная станция метро Лерграуспаркен, 2003 год.

Строительство линии (проходка тоннелей) началось в 1998 году, в районе будущей станции Исландс-Брюгге (дат. Islands Brygge), причём первоначально линии M1 и M2 идут вместе, от станции Ванлёсе до станции Кристиансхаун, после которой M1 идёт до станции Вестамагер, которая находится в Кальвебод-Феллед (дат. Kalvebod Fælled), западной части острова Амагер.
В 2000 году были проведены ходовые испытания первого состава на готовом наземном участке, а в начале 2001 года завершена проходка подземных тоннелей. В период с 2001 по 2002 годы велись работы по сооружению станций метро и монтаж систем обеспечения. В июне 2002 года началась наладка систем и обкатка составов на всей длине пускового участка.
- 19 октября 2002 года был торжественно открыт участок линии между станциями Нёррепортом и Лерграуспаркен. Всего 5 станций: Нёррепорт, Конгенс-Нюторв, Кристиансхаун, Амагербро и Лерграуспаркен[3].
- 29 мая 2003 года линия была продолжена, открылся участок между Нёррепортом и Фредериксбергом. Всего 2 станции: Форум и Фредериксберг.
- 12 октября 2003 года линия была продлена до Ванлёсе и практически закончена. Всего 3 станции: Фасанвай, Линдеванг и Ванлёсе.
- 24 января 2004 года на участке Фредериксберг — Ванлёсе открылась ещё одна станция — Флинтхольм.
- 28 сентября 2007 года был открыт третий пусковой участок Копенгагенского метрополитена, длинной 4,5 километра. Линия была продолжена до аэропорта Каструп. Всего 5 станций: Эресунн, Амагер-Странд, Фемёрен, Каструп, Луфтхаун. Красную ленточку на торжественной церемонии открытия конечной станции Луфтхаун (в северной части терминала 3 аэропорта) перерезал кронпринц Фредерик[4].

## Маршрут

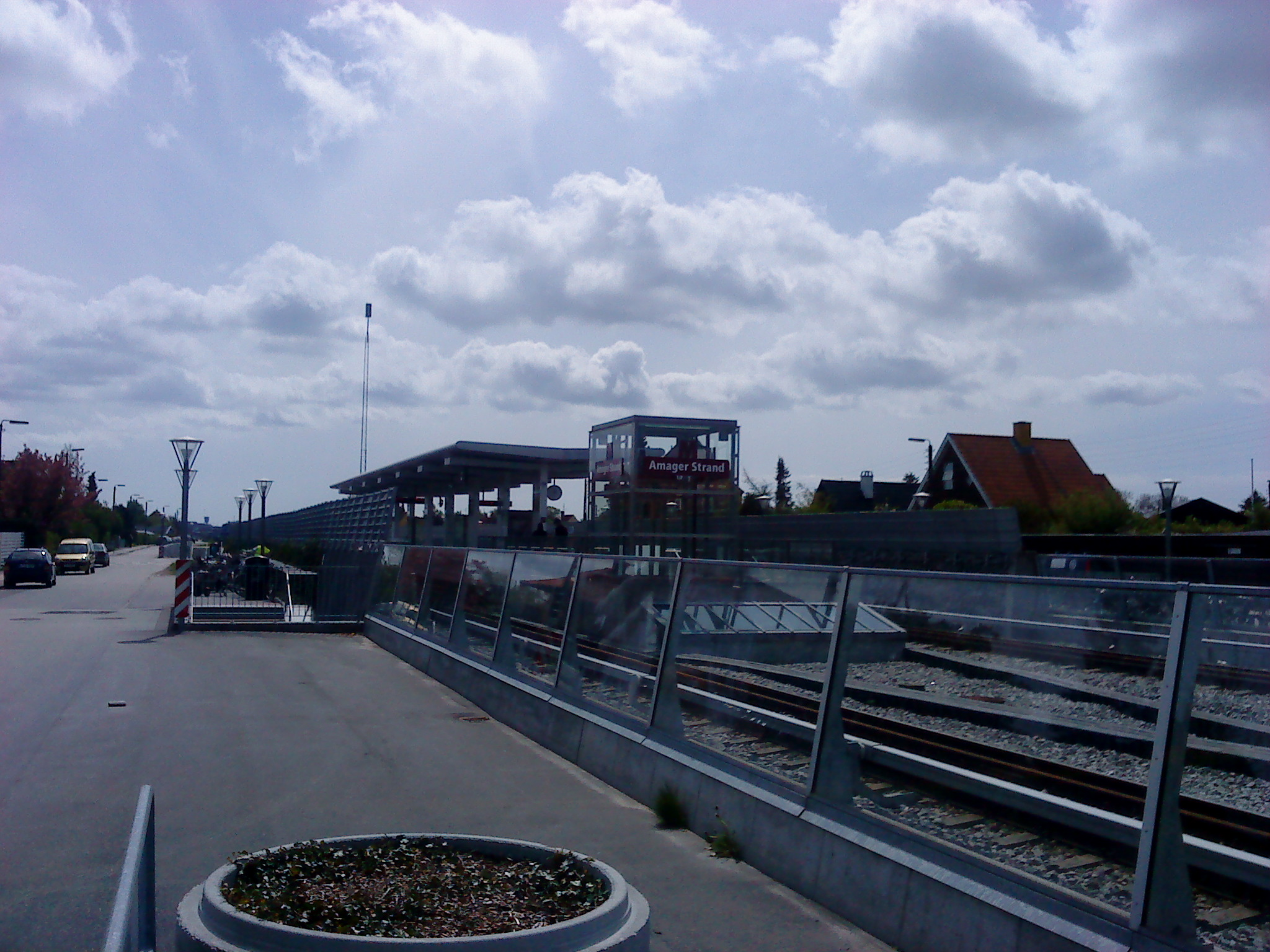
Станция метро Амагер-Странд, 2010 год.

Линия M2, так же как и M1, начинается в районе Ванлёсе, где имеется выход к S-поездам (линии C и H). Затем, параллельно линии S-tog Фредерикссунн (дат. Frederikssundbanen), идёт до Флинтхольма, где так же можно пересесть на S-поезд (линии C, F и H). И хотя станция метро Флинтхольм была открыта позже всех станций линии M1 (24 января 2004 года), вкупе со станцией S-tog, железнодорожный узел Флинтхольма является в Дании третьим по величине пассажирооборота. После станции Линдеванг метро уходит в тоннель.
В Копенгагенской агломерации (коммуны Копенгаген, Фредериксберг и Торнбю) используется интегрированная система оплаты с привязкой стоимости проезда к зоне следования. Линия M2 проходит через четыре таких зоны (причём, с 1 по 3, являются городскими). Все станции между Ванлёсе и Фредериксбергом находятся на территории коммуны Фредериксберг и принадлежат 2 транспортной зоне. С открытием кольцевого маршрута станция Фредериксберг станец пересадочной на линию M3. К тому же, через неё проходит граница транспортных зон, станция метро Фредериксберг принадлежит обоим зонам сразу: 1 и 2. Участнок линии от станции Форум до станции Лерграуспаркен относится к 1 транспортной зоне. Оставшиеся станции входят в зону 3, за исключением станций метро возле аэропорта (станции Каструп и Луфтхаун), относящихся к 4 зоне.
Станция Нёррепорт находится в деловом центре Копенгагена, так называемом даунтауне (дат. Indre By). Здесь же находится главный железнодорожный центр по региональному и международному направлениям, крупный узел S-поездов (линии A, B, C, E и H). Так же как и станция Фредериксберг, станция Конгенс-Нюторв станет пересадочной для линий M3 и M4 кольцевго маршрута.
Станция Кристиансхаун расположена на острове, на территории бывшей военно-морской базы. Это последняя станция, где линии M2 и M1 идут вместе, после Кристиансхаун линии M1 идёт в сторону района Эрестад.
Станция Амагербро, расположенная в городе Амегер Эст (дат. Amager Øst) является первой станцией метрополитена на острове Амагер. После Лерграуспаркен уровень тоннеля повышается и линия выходит на набережную. В районе станции Эресунн находится промышленная зона, это одна из немногих станций Копенгагенского метрополитена не имеющая сообщения с автобусным транспортом. Станция Каструп является первой станцией четвёртой транспортной зоны.

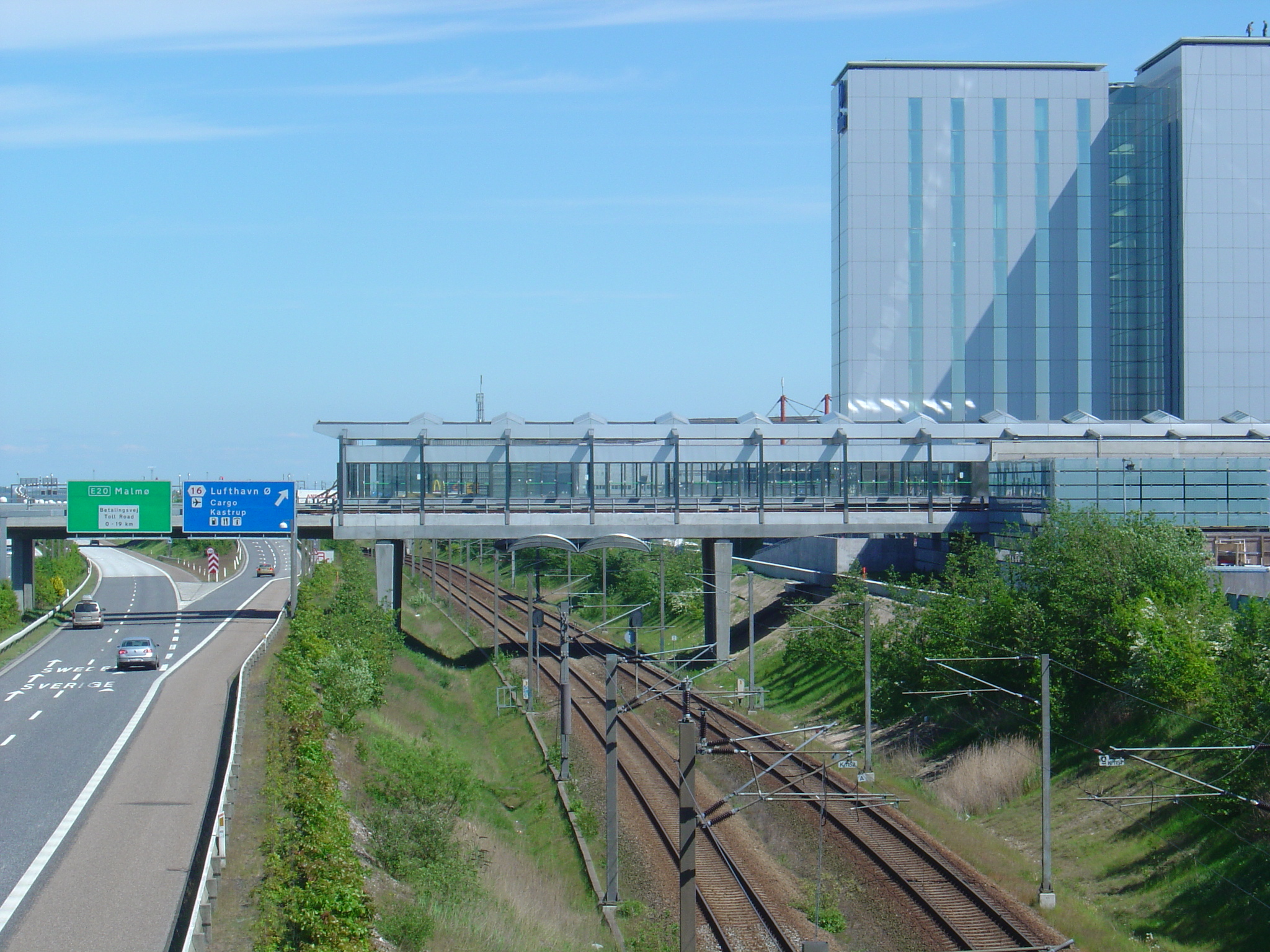
Надземная станция метро Луфтхаун в Каструпе, 2007 год.

Луфтхаун — конечная станция линии M2. Расположена в северной части терминала 3 аэропорта Каструп, крупнейшего в Скандинавском регионе. Аэропорт является основным центром для авиакомпаний Скандинавских авиалиний (SAS), Cimber Sterling (CIM) и Norwegian Air Shuttle (NAX). Здесь же имеется железнодорожный вокзал, центр регионального, междугороднего и международного сообщений.

## Режим работы
Поезда на линии M2 работают постоянно, с различными интервалами в зависимости от времени суток:
- в часы пик (07:10 — 15:18): 4 минуты;
- в ночное время (24:00 — 05:00): 20 минут (в ночи с 24:00 четверга до 24:00 субботы — 15 минут);
- остальное время: 6 минут.

Всю линию M2 можно проехать за 23 минуты (от конечной до конечной), причём участок от Ванлёсе до Нёррепорта за 9 минут, а от Нёррепорта до аэропорта — за 14 минут.